# Житкейми
Житкейми (пол. Żytkiejmy, нім. Szittkehmen) — село в Польщі, у гміні Дубенінки Ґолдапського повіту Вармінсько-Мазурського воєводства.
Населення — 774 особи (2011).

## Демографія
Демографічна структура станом на 31 березня 2011 року:
|          | Загалом | Допрацездатний вік | Працездатний вік | Постпрацездатний вік |
| -------- | ------- | ------------------ | ---------------- | -------------------- |
| Чоловіки | 372     | 55                 | 275              | 42                   |
| Жінки    | 402     | 70                 | 221              | 111                  |
| Разом    | 774     | 125                | 496              | 153                  |